# Phuwiangosaurus
Phuwiangosaurus (лат.) — род завроподных динозавров из клады Somphospondyli, живших во времена раннемеловой эпохи (баррем — апт, 129,4—113,0 млн лет назад) на территории современного Таиланда. 

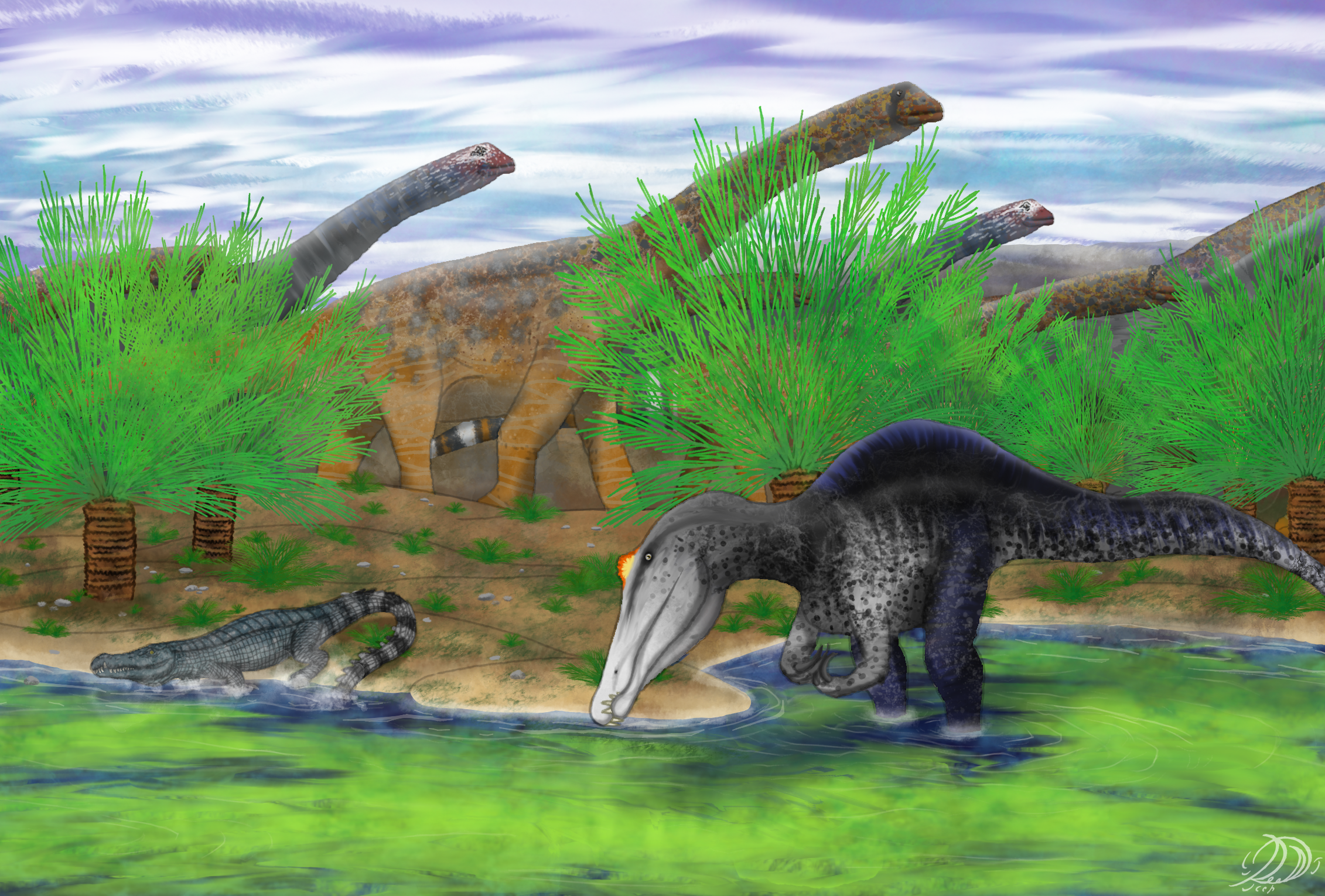
Phuwiangosaurus и Siamosaurus

Типовой и единственный вид Phuwiangosaurus sirindhornae описан в 1994 году и был назван в честь таиландской принцессы Маха Чакри Сириндорн, которая интересовалась геологией и палеонтологией Таиланда.
Этот завропод был среднего размера, длиной 15—20 метров.
Остатки динозавра находятся в Музее динозавров Пху-Вианг.